# Route nationale 9 (Martinique)
Pour les articles homonymes, voir Route nationale 9.
La Route nationale 9, ou RN 9, est une route nationale française en Martinique de 4 km, entièrement située à Fort-de-France. Elle relie l'autoroute A1 à la pointe des Carrières.